# Jens Holm
Jens Bertil Holm, född 18 april 1971 i Tuna församling, Västernorrlands län, är en svensk politiker (vänsterpartist). Han var ledamot av Europaparlamentet 2006–2009 och ordinarie riksdagsledamot 2010–2022, invald för Stockholms kommuns valkrets.
Efter riksdagsvalet i Sverige 2018 blev han ordförande i trafikutskottet, ledamot i EU-nämnden och suppleant i miljö- och jordbruksutskottet. Mellan 2010 och 2018 var han bland annat ledamot i miljö- och jordbruksutskottet. Holm gick med i styrelsen för Charta 2008 år 2014 och var år 2017 styrelsemedlem.
Holm ställde inte upp för omval till riksdagen i valet 2022, och i maj 2022 lämnade han uppdraget som klimatpolitisk talesperson för Vänsterpartiet och uttalade kritik mot den klimatpolitiska linje som partiet slagit in på.
År 1996 avlade han en magisterexamen i sociologi vid Uppsala universitet.